# 스케리

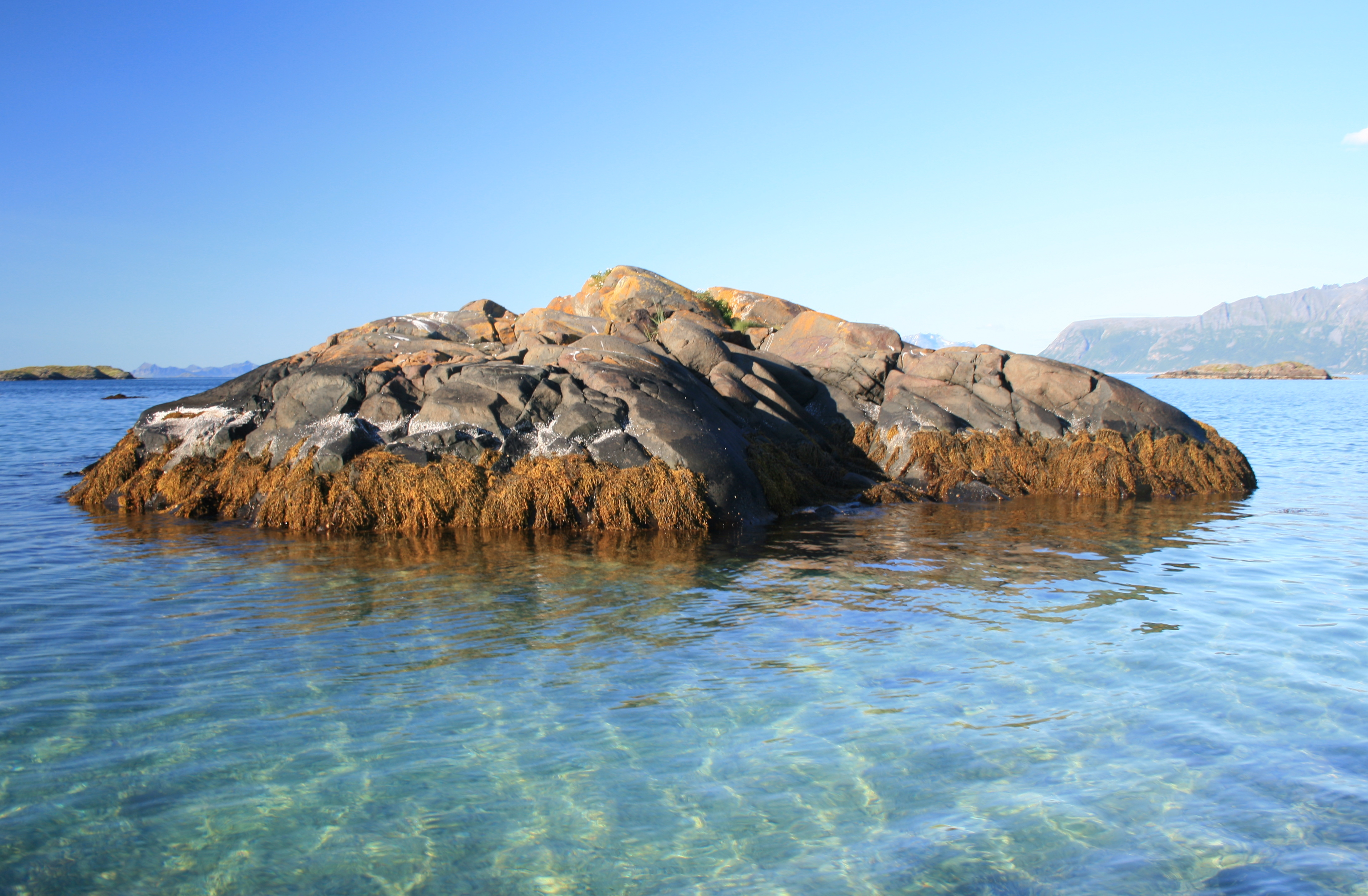
노르웨이 하르스타의 스케리

스케리(skerry)는 사람이 거주하기에 보통은 매우 작은 바위섬이다. 간단히 바위암초로 부를 수 있다. 스케리는 높이가 낮은 시스택이다.
스케리는 이끼나 작고 딱딱한 풀 등의 식물이 있을 수 있다. 기각류와 바닷새와 같은 동물들의 휴식처로서 사용되기도 한다.

## 용어
스케리(skerry)라는 용어는 고대 노르드어 낱말 sker에서 기원한다. 이는 해암(海巖)을 의미한다.

## 같이 보기
- 시스택